# 新城A區中站
ES4站（葡萄牙語：Estação ES4）是澳門輕軌東線的中途站，位於新城A區（東區—2）中央綠廊中部下方，並設置為地底車站。車站工程於2023年10月20日正式動工，預計2029年啟用。

## 車站
據澳門特別行政區政府代表於2022年10月18日到澳門立法會介紹上，公共建設局局長林煒浩表示，新城A區（東區—2）設有三座車站並包括本站，全部地下車站方式建造，本站位於新城A區的中央。將設有兩層地庫，位於新城A區中央綠廊下方，兩側為規劃中的居住區地段，並設有兩個出入口。地庫一層為票務層，地庫二層為東線月台。
| 地面層            | 出入口 | 中央綠廊（A、B出入口）、公共房屋群                                                                                              |   |  |
| 地庫一層          | 票務層 | 客務中心、自助售票機、洗手間、商鋪                                                                                              |   |  |
| 地庫二層          | 月台層 | \| \| \| 東線往氹仔碼頭（新城A區南） \| 2 \| \| \| 島式 · 開右邊车门 \| \| \| \| \| \| \| 1 \| 東線往關閘（新城A區北） \| \| \| |   |  |
|                   |        | 東線往氹仔碼頭（新城A區南） | 2 |  |
| 島式 · 開右邊车门 |        | |   |  |
|                   | 1      | 東線往關閘（新城A區北） |   |  |

### 出入口
設有兩座出入口往返新城A區中央綠廊及周邊興建中的公屋群。

## 歷史

### 早期構想
2014年，輕軌一期方案出現工程延誤，加上澳門半島路段引起社會爭議並作出修改。時任運輸工務司司長劉仕堯出席澳門立法會會議回應議員提問時，指政府亦正逐步計劃支線及遠期線路，包括東線和港珠澳大橋澳門口岸支線。而根據新城A區原來規劃，大橋落腳點會有一條輕軌支線穿過新城A區接駁至外港客運碼頭，但由於澳門半島線（輕軌一期澳門半島段）工程未落實，加上新城A區規劃作更改，導致相關支線未能落實興建。
2018年11月，第四任澳門特區行政長官崔世安發表2019財政年度施政報告中，指政府將探討東線連通氹仔客運碼頭、新城A區及關閘的可行性，並研究新城A區連接港珠澳大橋人工島及外港碼頭的方案。

### 落實及車站建造
2020年9月，澳門特區政府公佈《澳門特別行政區城市總體規劃 (2020-2040)》草案及《輕軌東線方案》公開咨詢，為期60日。咨詢文本中計劃於新城A區中央綠廊北至南設3座地下車站並包括本站。
2022年10月18日，政府跨部門代表列席立法會介紹東區-2詳細規劃草案和輕軌東線工程，並落實興建該線以及公佈新城A區三座車站的初步設計。
2022年10月26日，澳門輕軌東線設計連建造工程進行公開招標，並分為南段及北段，本站作為南段設計連建造工程的一部分。
2023年2月16日，東線南段的設計連建造工程進行公開開標，將與北段同時施工；該工程包括興建本站，並配合防洪標準作出合適的設計。經開標程序後，全部標書被接納。工程造價介乎澳門幣46億1千8百多萬至澳門幣48億8百萬，總工期(設計連施工)全部為1350工作天。
2023年10月20日，輕軌東線建造工程北段及南段同時正式動工，本站維持預留與規劃MZ線換乘條件。

## 未來發展

### 輕軌南線
而根據新城A區和港珠澳大橋規劃，計劃興建一條港珠澳大橋口岸人工島輕軌支線連接港珠澳大橋澳門邊檢大樓和外港客運碼頭，中途經停本站並作為與輕軌東線的轉乘站，規劃時該支線途經本站以高架方式建造。2020年9月，時任土地工務運輸局城市規劃廳廳長麥達堯表示港珠澳大橋人工島線計劃連接港珠澳大橋澳門邊檢大樓和外港客運碼頭，但城市規劃草案建議先完成輕軌東線和石排灣線等，而港珠澳支線並非作為當時主要重點的工作方向。
2023年2月，運輸工務司司長羅立文表示不考慮興建支線連接港珠澳大橋及外港客運碼頭，認為新城A區站點去大橋口岸的距離亦很短，不符合經濟效益，日後若有需要，暫時考慮用穿梭巴士接駁，並集中建設輕軌東線，意味口岸人工島支線計劃擱置。
2025年4月30日，澳門特別行政區第六屆政府舉行首次運輸工務司領域施政辯論，司長譚偉文表示擬就澳門半島輕軌網絡選址，當中一條計劃由港珠澳大橋澳門邊檢大樓開始，途經新城A區、外港區進入南西灣區南灣及西灣一帶），最後到達媽閣站與營運中的氹仔線及規劃中的輕軌西線交匯。
2025年7月7日，澳門特別行政區第六屆政府運輸工務司司長譚偉文表示，正研究澳門半島輕軌網絡選址，包括興建於澳門半島南岸東西行走的南線，計劃起始於港珠澳大橋澳門邊檢大樓，途經新城A區，由外港進入南西灣區再到媽閣站，與西線形成環狀網，當線路確定後將開展公眾諮詢，並預料興建時間將較西線快。

## 外部連結
- 公共建設局 - 輕軌東線南段設計連建造工程 （页面存档备份，存于）